# Ricognizione
Si dice ricognizione l'azione effettuata oltre la linea del fronte per acquisire informazioni militari relative al nemico. La ricognizione, che fino al XX secolo era solo terrestre o navale, dalla guerra italo-turca del 1911 ha utilizzato anche mezzi aerei per svolgere i suoi compiti.

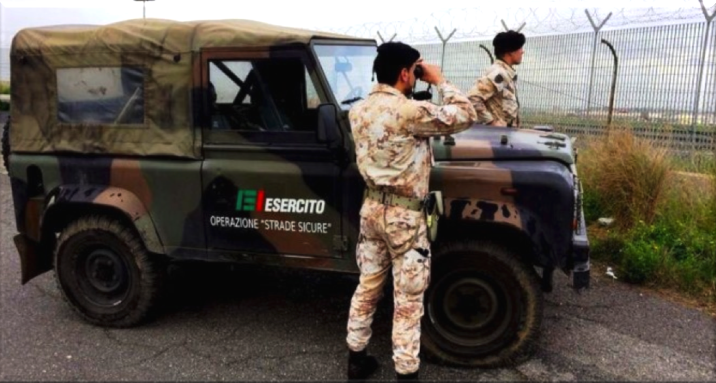
Due militari effettuano una ricognizione.

## Le unità utilizzate
Le missioni da ricognizione ed esplorazione possono essere composte da unità generiche o anche più specifiche: in tal caso si tratta di unità veloci, generalmente meccanizzate (o dotate di elicotteri), destinate all'esplorazione avanzata della zona di operazioni, allo scopo di acquisire informazioni sull'entità delle forze nemiche e sulle caratteristiche del territorio per conto del comando di cui sono alle dipendenze. In questo caso, sono ampiamente in grado di ingaggiare il combattimento in caso di contatto, ma per loro natura non sono destinate allo scontro prolungato. Oltre all'armamento individuale sfruttano le armi a lungo raggio di cui sono dotati i mezzi che le trasportano.

## Caratteristiche
I veicoli da ricognizione, indipendentemente dall'ambiente operativo (terrestre, navale o aereo), devono tutti avere delle caratteristiche comuni, in particolare devono avere:
- velocità sufficientemente elevata per sfuggire al contrasto dei veicoli da combattimento nemici operanti nello stesso ambiente
- protezione ed armamento leggeri, in quanto un aumento della protezione e dell'armamento del veicolo, aumentandone il peso, ne diminuirebbe la mobilità a parità di potenza
- per i veicoli terrestri, possibilità (almeno limitata) di operare su terreno vario per non essere vincolati alla rete stradale

## Tipologie di ricognizione
La ricognizione terrestre fino all'avvento dell'automobile veniva effettuata dalla cavalleria leggera o da fanterie particolarmente addestrate. A partire dall'inizio del XX secolo viene effettuata sia da autoblindo che da carri armati leggeri.
La ricognizione navale è sempre stata effettuata dalle navi più leggere: all'epoca della vela il compito era essenzialmente assegnato alle fregate, mentre con l'avvento delle corazzate monocalibro la ricognizione fu affidata agli esploratori, agli incrociatori leggeri o ai cacciatorpediniere. Con la riduzione del dislocamento successivo alla Seconda guerra mondiale la ricognizione attualmente è affidata alle fregate ed alle corvette.
La ricognizione aerea è affidata ad una particolare classe di aerei, i ricognitori. Dopo l'incidente dell'U2 (1960) la ricognizione aerea ad alta quota viene sostituita, quando possibile, dalla ricognizione satellitare.

## Strategie di ricognizione
Ci sono diverse strategie che possono essere adottate per effettuare una ricognizione, le più diffuse sono:
- ricognizione passiva: tattica, a distanza di sicurezza, senza intervento, senza essere visti dal nemico
- ricognizione di fuoco (recon by fire): si attacca furtivamente il nemico senza essere visti e si osserva la sua reazione, organizzazione e dispiegamento.
- ricognizione corrazzata: attività che unisce la ricognizione ad un attacco con mezzi corazzati anche pesanti